# Bosco Luganese

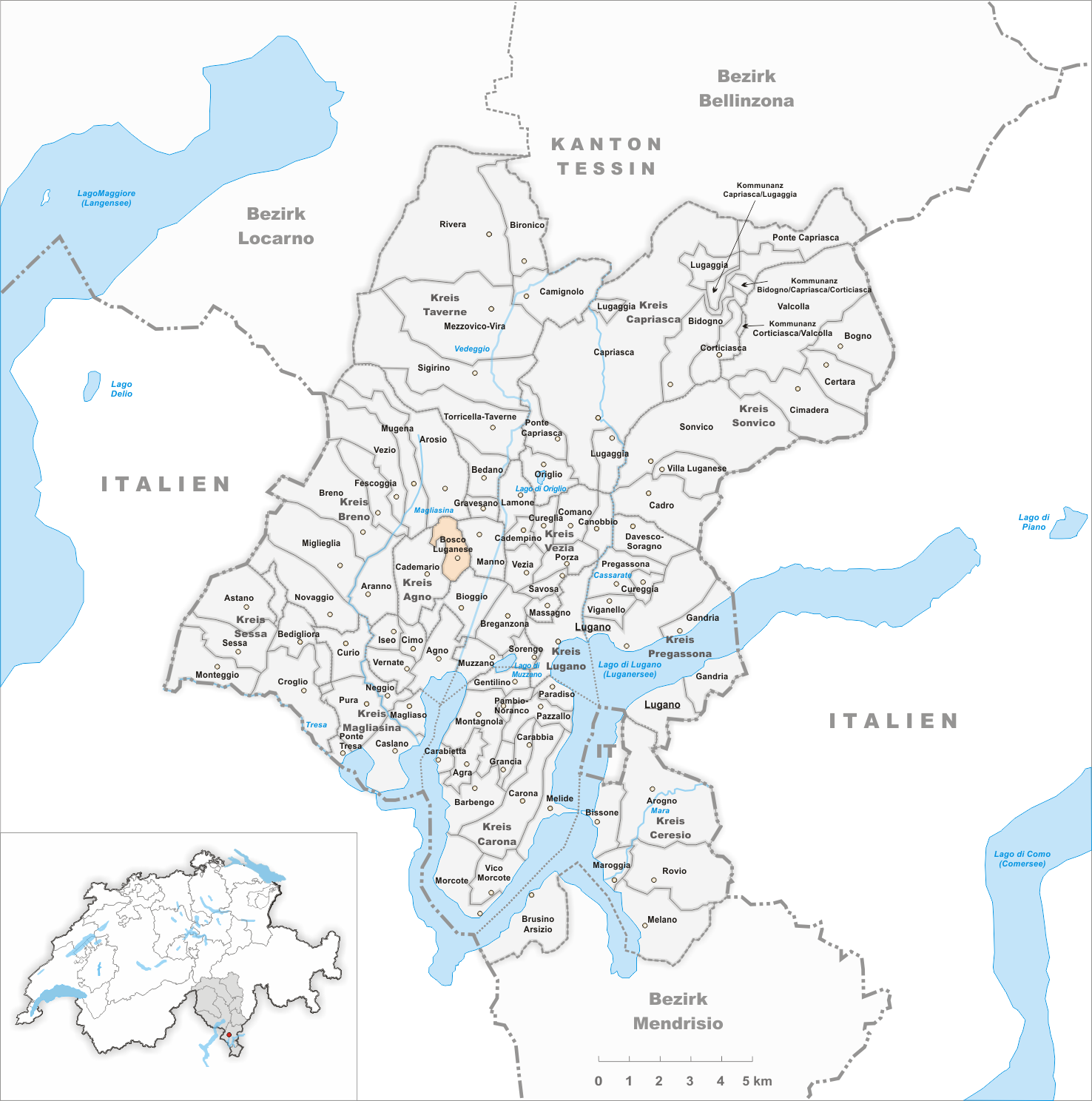
Gemeindestand vor der Fusion am 4. April 2004

Bosco Luganese, historisches Luftbild von Werner Friedli (Fotograf) (1954)

Bosco Luganese und Hotel Villa Margherita, historisches Luftbild von Werner Friedli (1954)

Bosco Luganese ist Teil der Tessiner Gemeinde Bioggio im Kreis Agno des Bezirkes Lugano.

## Geographie
Bosco Luganese liegt auf 529 m ü. M. an einem Hang unterhalb der Alpe Agra zwischen der Ebene des Vedeggio im Osten und dem Tobel des Riale Roncaccio im Westen. Das Dorf liegt rund vier Kilometer westnordwestlich von Lugano, rund einen Kilometer nördlich von Bioggio sowie einen Kilometer ostnordöstlich von Cademario. Das Siedlungsgebiet wird mit Ausnahme der Zufahrtsstrasse vollständig von Wäldern umgeben.

## Geschichte
Das ursprünglich unter dem Namen Terre del Bosco zur Gemeinde und Pfarrei Cademario gehörende Dorf wurde 1783 zur Gemeinde und 1807 zur Pfarrei erhoben. Die Gemeinde hiess bis 1912 offiziell Bosco. Eine Kaplanpfründe wurde dort 1658 gestiftet.
Bosco Luganese fusionierte am 4. April 2004 mit der Gemeinde Bioggio. Bosco Luganese bildet aber nach wie vor die eigenständige Bürgergemeinde Bioggio-Bosco Luganese-Muzzano-Agnuzzo.

## Bevölkerung

### Bevölkerungsentwicklung
Einwohnerzahlen: Volkszählungsdaten
Obwohl der Bevölkerungszuwachs begrenzt ist, haben die schöne Lage und die Nähe zu Lugano in den letzten Jahrzehnten die Entwicklung von Wohnraum begünstigt (81 % der Pendler im Jahr 1990).

## Verkehr
Das Dorf ist durch eine Nebenstrasse erschlossen, die nach Cademario sowie nach Bioggio führt. In Bioggio trifft diese auf die Strada Regina, die nach Manno führt, wo sich der Anschluss an die A2 befindet. Der Flughafen Lugano befindet sich in direkter Nähe.

## Veranstaltungen
- Die Cantinata[7]

## Sehenswürdigkeiten
- Pfarrkirche Sant’Abbondio, die 1580 erwähnt und 1767 vergrössert wurde, ist Sankt Abbondio geweiht. Dies könnte darauf zurückzuführen sein, dass der Ort im Mittelalter dem Kloster Sant’Abbondio in Como gehörte, das seine Ländereien von seinen Massari bewirtschaften liess (im Inventar von 1270 sind neun aufgeführt)
- Betkapelle[6]